# Glyn (Unternehmen)
Die GLYN GmbH & Co. KG ist Distributor für elektronische Bauelemente und Display-Systemlösungen führender Halbleiterhersteller.
Das Unternehmen wurde 1980 als erster europäischer Distributor für japanische Halbleiterbauelemente von Glyn Jones gegründet. 1990 leistete Glyn zusammen mit dem Hersteller Mitsubishi Electric Pionierarbeit in der Speicherkarten-Distribution und war im Jahre 1998 der erste Speicherkarten-Distributor für digitale Fotografie auf der photokina.
Im Jahr 2000 trug Glyn mit einem selbst entwickelten Low-Cost-Starterkit-Konzept zur erfolgreichen europäischen Markteinführung des ersten Großserien-Flash-Mikrocontrollers M16C von Mitsubishi (heute Renesas M16C) bei. Das Produktportfolio wurde ab 2001 um nichtjapanische Hersteller erweitert. Der Umsatz betrug 2005 erstmals mehr als 100 Millionen Euro. Das Kerngeschäft von Glyn ist der Vertrieb von erklärungsbedürftigen und supportintensiven Produkten wie Mikrocontroller, Entwicklungstools und Starterkits, Leistungselektronik, Optoelektronik, Flash-Speichermedien, Wireless Lösungen (GSM/GPRS/UMTS), LED Lighting, Thermodrucker, Embedded PCs, LCDs, TFT und OLED Displays.
Zielmärkte sind die Industrieelektronik, Mess- und Regeltechnik, Antriebstechnik, Medizintechnik, Telekommunikation, Automotive, Digital Imaging, Digital Signage, Beleuchtung und weitere.
Der Sitz des Unternehmens befindet sich in Idstein, daneben befinden sich fünf Vertriebsniederlassungen in Deutschland, neun Niederlassungen im europäischen Ausland und jeweils eine Niederlassung in Neuseeland und Australien.

## Dienstleistungen
- Technische Beratung und Applikationsunterstützung (FAE)
- Programmierservice, Seminare und Schulungen
- Kundenspezifische Label, Verpackung und Content-Aufspielung für Speicherkarten
- Kanban
- Konsignationslager, Sicherheitslager
- EDI (Elektronischer Datenaustausch)
- Internationale Beschaffung